# Gerson Chávez
Gerson Aldair Chávez Suazo (La Ceiba, Atlántida; 31 de enero de 2000) es un futbolista hondureño. Juega como mediocampista y su actual club es el Club Deportivo Marathón de la Liga Nacional de Honduras.

## Clubes
| Club                  | País           | Año       |
| --------------------- | -------------- | --------- |
| Real España           | Honduras       | 2017-2021 |
| LA Galaxy II (cesión) | Estados Unidos | 2021      |
| Real España           | Honduras       | 2021-2023 |
| Vida (cesión)         | Honduras       | 2023-2024 |
| Marathón              | Honduras       | 2024-Act. |

## Palmarés

### Campeonatos nacionales
| Título          | Club        | País     | Año  |
| --------------- | ----------- | -------- | ---- |
| Torneo Apertura | Real España | Honduras | 2017 |